# Bolitobius castaneus
Bolitobius castaneus är en skalbaggsart som först beskrevs av Stephens 1832.  Bolitobius castaneus ingår i släktet Bolitobius, och familjen kortvingar. Arten är reproducerande i Sverige.